# Kurt Baumgartner (Radsportler)
Kurt Baumgartner (* 3. November 1943 in Siders) ist ein ehemaliger Schweizer Radrennfahrer und nationaler Meister im Radsport.

## Sportliche Laufbahn
Baumgartner begann 1961 mit dem Radsport. Er startete für den Verein VC Eclair Siders. 1962 qualifizierte er sich für die A-Klasse der Amateure mit einem Sieg in Locarno. In der Strassenmeisterschaft der Schweiz wurde er hinter Francis Blanc Zweiter. Bei den UCI-Strassen-Weltmeisterschaften bestritt er das Mannschaftszeitfahren und belegte mit seinem Team den 8. Rang.
Er gewann 1963 die nationale Meisterschaft im Strassenrennen der Amateure und ein Etappenrennen in Genf über drei Tage. Im Amateurrennen der Meisterschaft von Zürich wurde er Zweiter hinter Jean-Claude Maggi. 1964 wurde er Dritter in diesem Eintagesrennen. Dazu kam der Erfolg in der Tour du Lac Léman vor Peter Abt. 1965 wurde er Unabhängiger.